# تشيلسي موسم 1954–55
كان موسم 1954–55 هو الموسم الخمسين في كرة القدم التنافسية لنادي تشيلسي لكرة القدم، واليوبيل الذهبي، والعام العشرين على التوالي في الدوري الإنجليزي الممتاز. وكان هذا العام أيضًا هو الأكثر نجاحًا للنادي حتى تلك النقطة، حيث فاز ببطولة دوري كرة القدم الإنجليزي لأول مرة.
وكان النجاح غير متوقع؛ إذ لم يسبق لتشيلسي أن فاز ببطولة كبرى من قبل، وكان ترتيبه في الدوري منذ الحرب العالمية الثانية يتراوح بين المركز الثامن والعشرين. كما بدأ الفريق هذا الموسم بشكل غير موفق، حيث كان يحتل المركز الثاني عشر بعد أربع هزائم متتالية في أكتوبر. وبعد ذلك، تحسنت النتائج وخسر الفريق ثلاث مباريات فقط من أصل 25 مباراة تالية، ليضمن في النهاية اللقب قبل مباراة واحدة من نهاية الموسم. وكان مفتاح النجاح هو الفوز مرتين أمام منافسيهم الرئيسيين على اللقب، وولفرهامبتون واندررز، وعشر مباريات متتالية دون هزيمة خلال مشوار المنافسة على اللقب. أنهى قائد النادي روي بنتلي الموسم كأفضل هداف برصيد 21 هدفًا، كما استقطب النادي متوسط عدد جماهير على أرضه بلغ 48،307، وهو الأعلى في القسم.
باعتباره بطل إنجلترا، تمت دعوة تشيلسي للمشاركة في بطولة كأس أوروبا الافتتاحية. لقد قبلوا في البداية، لكنهم انسحبوا لاحقًا من المنافسة تحت ضغط من دوري كرة القدم، التي رأت في البطولة تشتيتًا لكرة القدم المحلية.